# Maestro Sibrando
Maestro Sibrando (anche noto come Mastro Sibrando o, il latino, come Magister Sibrandus) (... – fine del XIII secolo) è stato un cavaliere medievale tedesco fu il fondatore dell'ospedale di Acri, che sarebbe poi diventata la base principale dei Cavalieri teutonici.
Per questo motivo, a volte viene considerato il primo Gran maestro di quell'ordine, anche se esso venne riconosciuto solo nel 1192 e infine trasformato in un ordine religioso cavalleresco nel 1198.
Sibrando si era recato Oltremare nel 1188, durante la terza crociata, in particolare nel corso della spedizione di Federico I Barbarossa, come seguace di Adolfo III di Holstein. Sibrando è citato come fondatore di un ospedale in un documento del re di Gerusalemme Guido di Lusignano risalente al settembre 1190. L'ospedale da campo fu gestito per le truppe tedesche durante l'assedio di Acri. Tale ospedale era stato allestito e gestito da mercanti di Brema e Lubecca, vicino al cimitero di San Nicola, utilizzando un tendone come riparo. Dopo la conquista di Acri, Guido regalò a Sibrando una casa in città, l'ospedale siriaco, dove l'ospedale tedesco trovò una sede più stabile.
Dopo la caduta di Acri nel luglio del 1191, l'ospedale fu trasferito in città e divenne la base permanente dei Cavalieri teutonici. Con l'aiuto delle donazioni dei fedeli, fu finanziato e creato un giardino per l'ospedale di fronte alla porta di San Nicola.

## Nella cultura di massa
Sibrando è uno dei bersagli degli assassini nel videogioco Assassin's Creed, dove viene rappresentato sia come Gran Maestro dei Cavalieri teutonici che come membro segreto dei Cavalieri Templari. Si dimostra eccessivamente paranoico a causa dei recenti assassinii di altri Templari compiuti da parte di Altaïr. Risiede e si muove principalmente nel porto di Acri, utilizzando le navi acquisite per formare un blocco intorno alla città. Tuttavia, ciò alla fine non gli basterà a salvarsi da Altair.